# Station Gouda
Station Gouda is het belangrijkste station van Gouda, een stad in de Nederlandse provincie Zuid-Holland. Het station ligt ten noordwesten van de historische binnenstad en beschikt over 5 perronsporen. Gouda is sinds 1855 voorzien van een treinstation; het huidige, vierde stationsgebouw dateert uit 1984. Het station telde in 2018 dagelijks 23.696 in- en uitstappers, waarmee het in dat jaar het 27e NS-station van Nederland was.
Station Gouda is een knooppunt van de intercity's Den Haag/Rotterdam – Utrecht Centraal (en verder) en de sprinters Gouda – Alphen aan den Rijn (RijnGouwelijn), Rotterdam – Amsterdam en Den Haag – Utrecht. Het station ligt aan drie verschillende spoorlijnen. Het bij station Gouda gelegen busstation vormt het begin- en eindpunt van alle stads- en streeklijnen in en rond Gouda.

## Geschiedenis

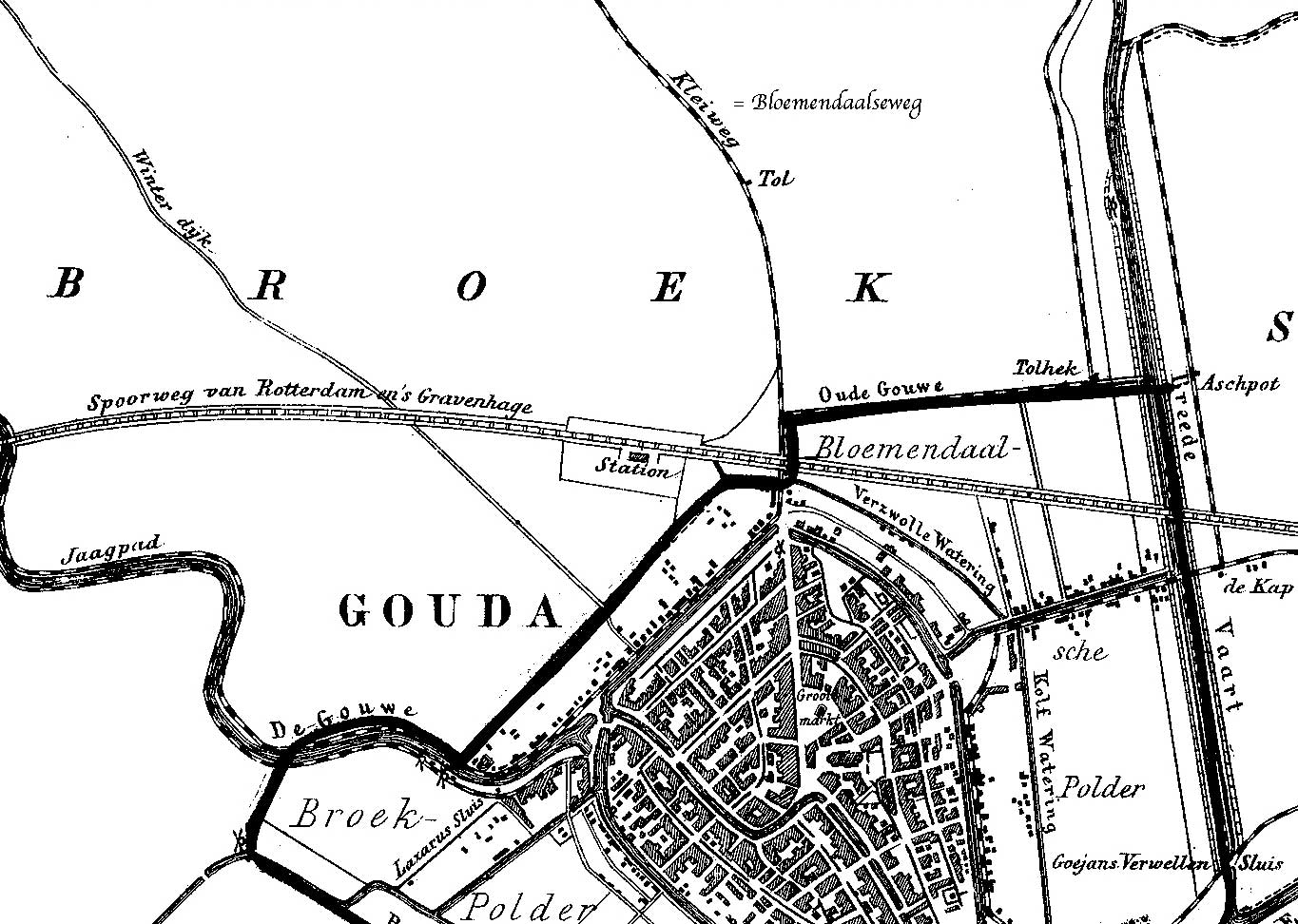
Kaart van Gouda en omgeving uit 1866, waarin de spoorlijn en het station (centraal, ingekaderd) ten noorden van de toenmalige bebouwing liggen

Gouda kreeg zijn eerste aansluiting op het Nederlandse spoorwegnet op 21 mei 1855, met de ingebruikname van de spoorlijn tussen Utrecht en Rotterdam Maas van de Nederlandsche Rhijnspoorweg-Maatschappij (NRS). Het station lag in die tijd niet binnen de gemeentegrenzen van Gouda, maar was gelegen binnen de toenmalige gemeente Broek. Pas na een latere grenscorrectie kwam het station ook daadwerkelijk in Gouda te liggen. Aanvankelijk zag het gemeentebestuur van Gouda het belang van het station niet zo in en weigerde mee te betalen aan deze nieuwe vorm van infrastructuur. Om die reden bestond het stationsgebouw de eerste jaren uit niet meer dan twee houten bouwketen, die bereikbaar waren over een modderpad.
In 1869, toen Gouda dankzij de spoorlijn Harmelen - Breukelen werd verbonden met Amsterdam en het spoor naar Rotterdam werd verdubbeld, kwam er een volwaardig stationsgebouw, dat waarschijnlijk was ontworpen door J. Verloop en bestond uit twee verdiepingen. Het middendeel lag parallel aan het spoor en werd aan beide kanten geflankeerd door een eindgebouw dat haaks op het middendeel stond. In 1870 kwam de verbinding met Den Haag tot stand. Ook kwamen er twee tramlijnen die het station aandeden: Gouda - Bodegraven in 1882 en Gouda - Oudewater in 1884. In 1914 werd de lijn naar Schoonhoven geopend (gesloten 1942), gevolgd door de lijn naar Alphen aan den Rijn in 1934. De exploitatie van het stationsgebouw was achtereenvolgens in handen van de Rhijnspoorweg, de Staatsspoorwegen en de NS, de huidige uitbater. Aanpassingen aan het station vonden plaats in 1911, waarbij onder meer een goederenloods met daarop een dakterras aan de westzijde werden bijgebouwd, en in de jaren 30, toen onder andere een nieuwe perronoverkapping werd gebouwd.

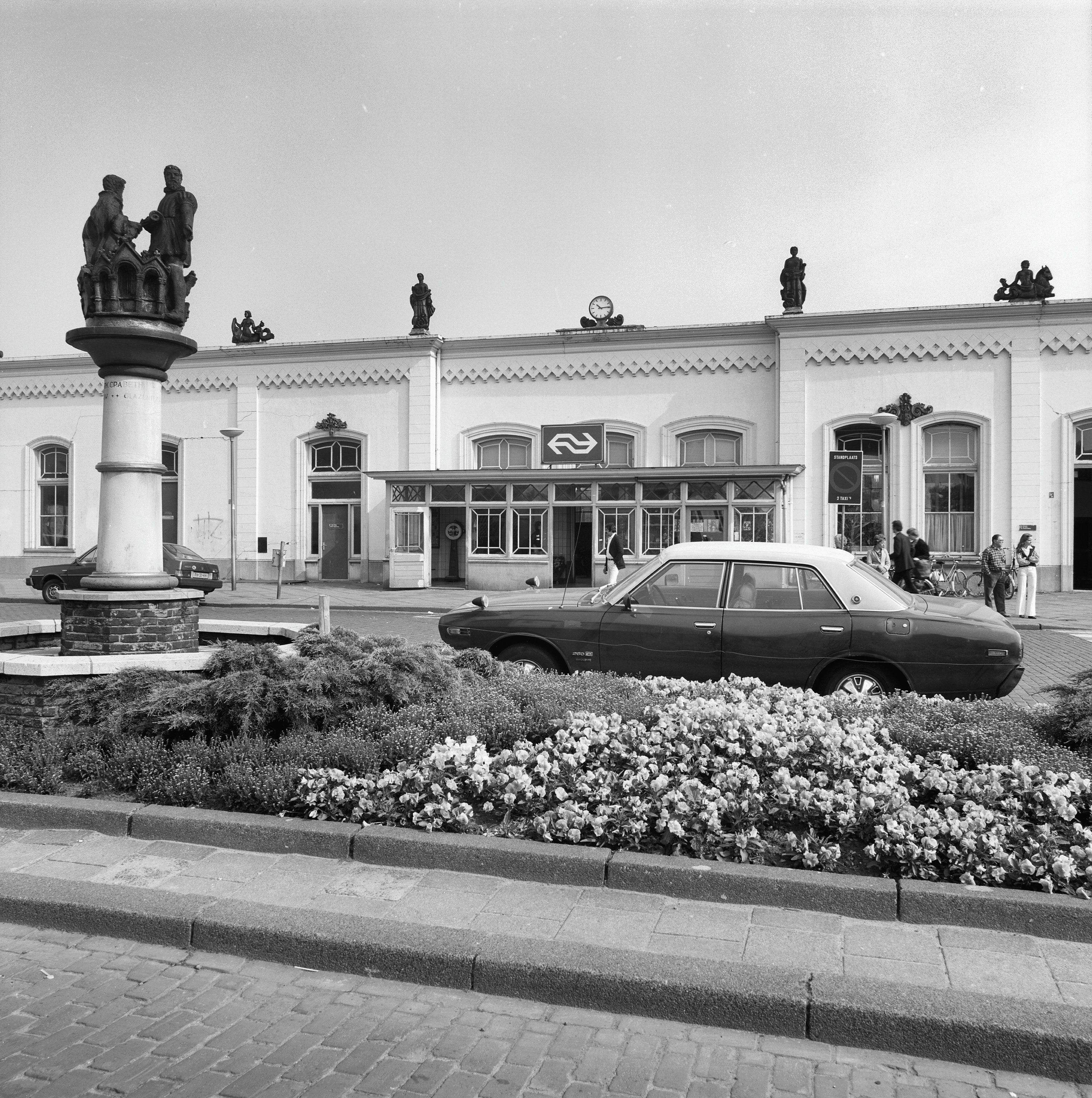
Het naoorlogse stationsgebouw in de jaren 80, enige jaren voor de sloop

Op 6 en 26 november 1944, tijdens de Tweede Wereldoorlog, werd het station en het spoor bij Gouda door de Geallieerden gebombardeerd. Door 138 Spitfire- en Typhoon-vliegtuigen werd door de RAF meer dan 43.000 kg aan brisantgranaten afgeworpen. Het spoor bij Gouda splitst zich in een spoor naar Den Haag en naar Rotterdam en het zuiden van Nederland enerzijds en Utrecht, Amsterdam en de rest van Nederland anderzijds. Ondanks de zware bombardementen waren de gevolgen voor dit knooppunt van spoorwegen betrekkelijk gering. De perronoverkapping en perrongebouwen raakten wel beschadigd, maar konden worden hersteld; dat gold niet voor het stationsgebouw. Daarvan resteerde na het bombardement slechts de gehavende begane grond.
Na de Tweede Wereldoorlog werd de begane grond van het oude stationsgebouw gebruikt voor het nieuwe stationsgebouw dat in 1948 gereed kwam. Het nieuwe stationscomplex werd gebouwd naar een ontwerp van architect Sybold van Ravesteyn en bestond uit een van zuilen en beelden voorzien hoofdgebouw, een fietsenstalling ten westen van het middendeel en een busstation met overkapping ten oosten ervan, enkele bijgebouwtjes en een pleinwand. In 1983 werd het witgepleisterde station afgebroken, vanwege de ondermaatse bouwkundige staat en een beperkte capaciteit.
Het huidige gebouw werd geopend op 13 oktober 1984 en is een ontwerp van architect M.W. Markenhof. Het hoofdgebouw wordt gekenmerkt door zes halfronde bogen op het dak. Boven de hoofdingang van het station bevindt zich glasappliqué De ondergaande zon uit 1984 van Louis La Rooy. Het is een abstracte voorstelling in de kleuren geel, goud, rood, paars en blauw als achterwand van het grote beeld van Jo Uiterwaal. Aan het begin van de 21e eeuw werd de overkapping van de bushalte, een overblijfsel uit het ontwerp van Van Ravesteyn, afgebroken.

## Bouwwerk

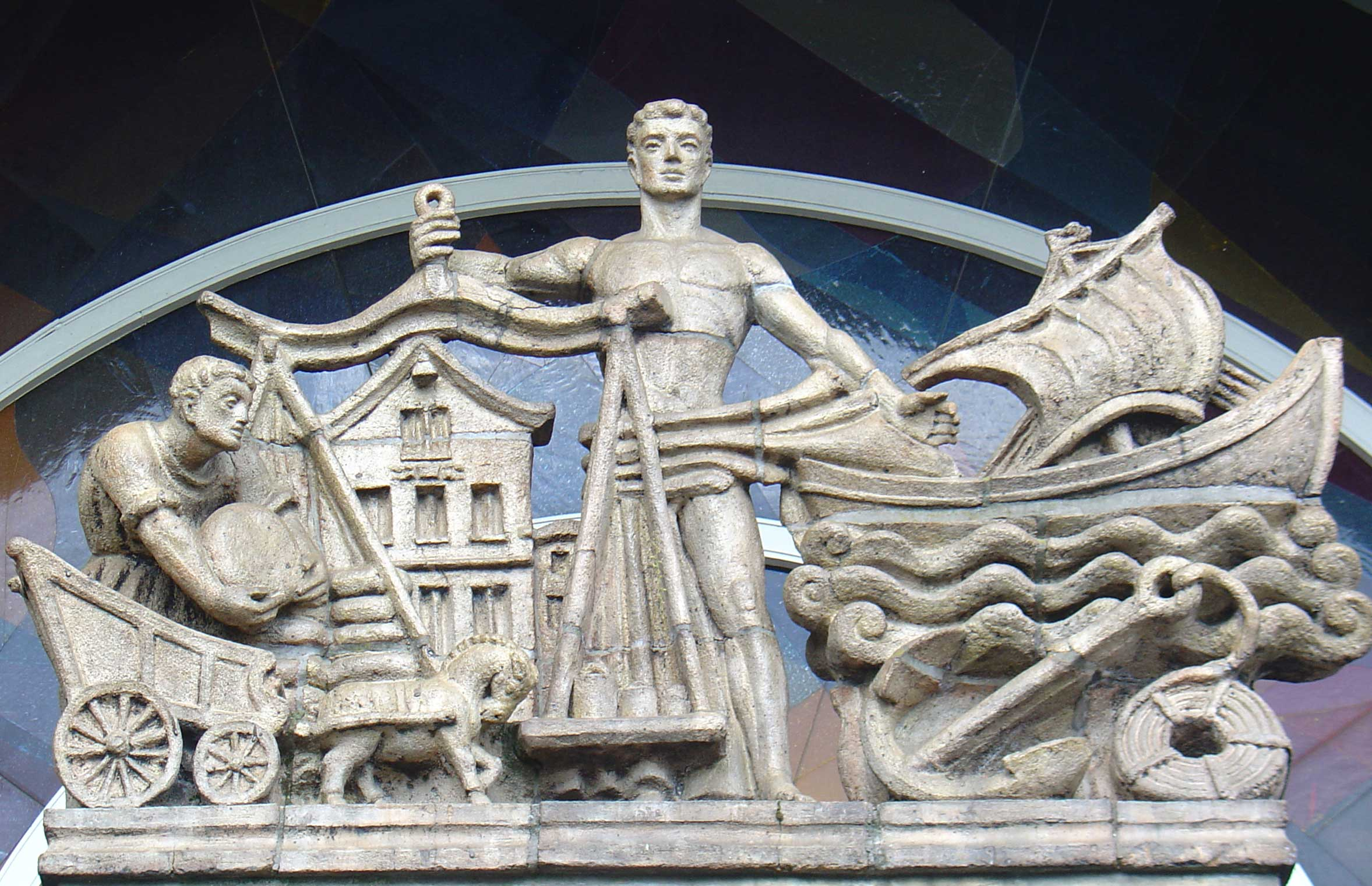
Beeldengroep van Jo Uiterwaal boven de hoofdingang

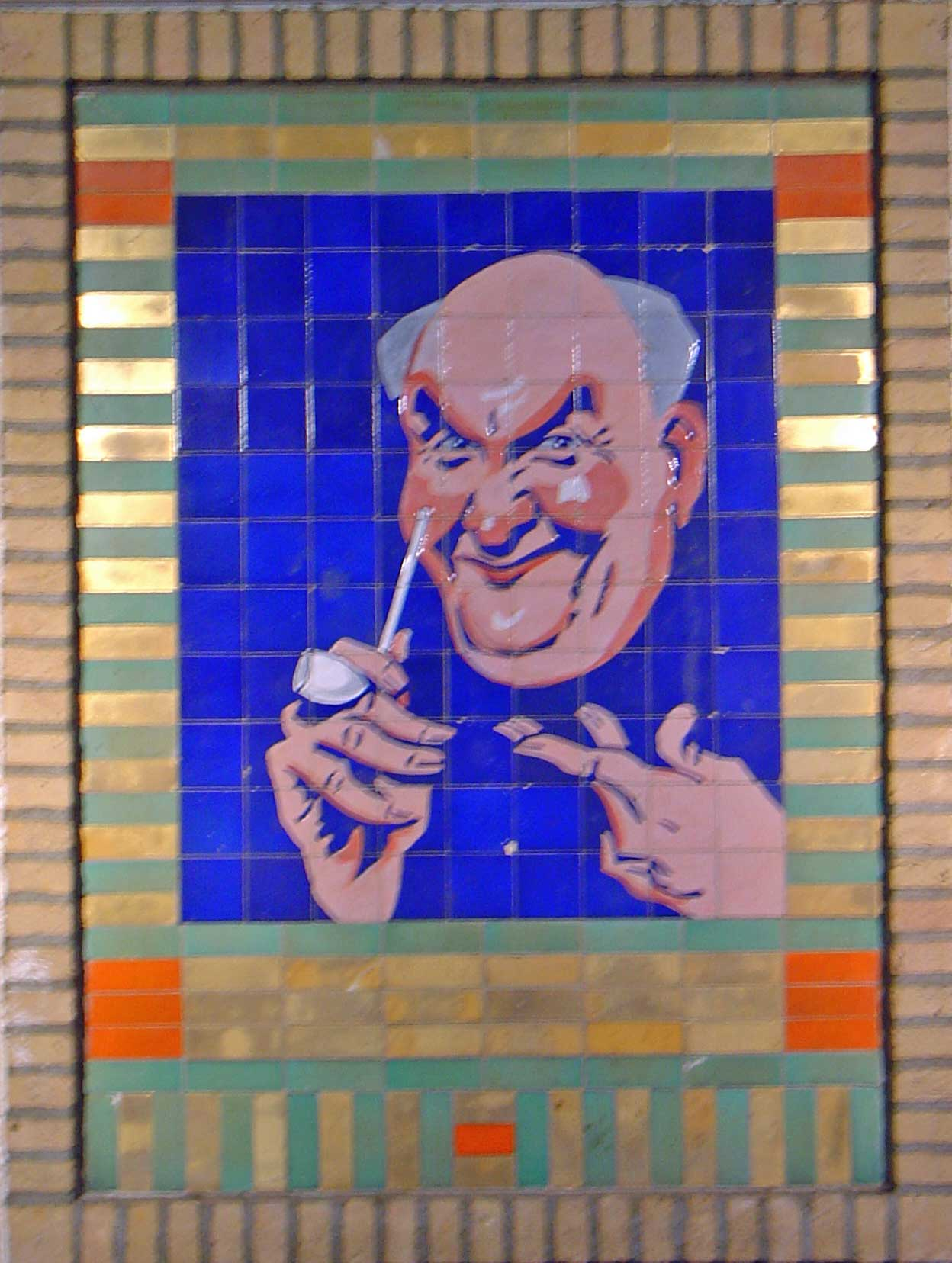
Tegeltableau van 'de Goudse pijproker'

### Locatie en omgeving
Station Gouda bevindt zich centraal in de stad Gouda, ongeveer 300 meter noordwestelijk van de historische stadskern. De stationshal bevindt zich aan de zuid- of centrumzijde, aan het Stationsplein. Hier bevindt zich ook het busstation. Twee markante bouwwerken in dit gebied zijn de Stationskerk en het hoofdkantoor van De Goudse verzekeringen. Ten westen van het stationsgebouw ligt het Lombokterrein, een bedrijventerrein met een emplacement, en bevindt zich de toegang tot het Van Bergen IJzendoornpark. Recht voor het stationsgebouw ligt de Crabethstraat, die uitkomt op de Kattensingel, een van de singels die de Goudse binnenstad omringen. Een directere verbinding tussen het station en de binnenstad wordt sinds 1949 gevormd door de Vredebest, genoemd naar een van de twee sociëteiten waarvan het pand aan de Kattensingel voor de bouw moest worden afgebroken.
Aan de noord- of Bloemendaalzijde bevindt zich de andere uitgang, gelegen aan het Burgemeester Jamesplein. Dit plein ligt op zijn beurt weer aan de Burgemeester Jamessingel, een belangrijke stedelijke verkeersader. Vanaf 2010 is de spoorzone aan de noordzijde van het station geheel heringericht, met onder meer een nieuw stationsgebouw, winkels, kantoren, een bioscoop en een gemeentehuis (het "Huis van de Stad"), aan de Bloemendaalzijde. De bouw hiervan is gestart in het derde kwartaal van 2010. Het Huis van de Stad werd opgeleverd in het voorjaar van 2012 en de Cinema Gouda in het najaar van 2014.
Ten westen van station Gouda liggen de Gouwespoorbruggen over de rivier de Gouwe, ten westen daarvan splitsen de lijnen zich in drie richtingen. Het dichtstbijzijnde treinstation is Gouda Goverwelle, dat 2,3 kilometer in oostelijke richting ligt.

### Architectuur en indeling
Nadat het eerste noemenswaardige, negentiende-eeuwse, neoclassicistische station tijdens de Tweede Wereldoorlog zwaar was beschadigd en Sybold van Ravesteyn de overgebleven kern in 1948 uitbouwde tot een nieuw, neobarok stationsgebouw, werd in de jaren 80 ook dit vervangende complex afgebroken. De huidige stationshal, ontworpen door NS-architect Markenhof en opgeleverd in 1984, bestaat uit één verdieping, met daarboven zes tongewelven. Een serie beelden van Jo Uiterwaal, die oorspronkelijk onderdeel waren van het ontwerp van Van Ravesteyn, is teruggekeerd in het nieuwe ontwerp. Zij hebben een plaats gekregen binnen de halve bogen. Er zijn twee ingangen, waarbij men door de linker ingang bijna direct de reizigerstunnel in kan lopen.
De in- en uitgang aan noordzijde beschikt sinds eind 2014 over een nieuwe, moderne overkapping die vrijwel de gehele lengte van het Burgemeester Jamesplein beslaat. De noord- en zuidzijde en de twee perroneilanden worden met elkaar verbonden door een ondergrondse voetgangerstunnel die van beide zijden toegankelijk is met zowel een trap als een lift. De eilandperrons 3-5 en 8-10 zijn sinds eind 2012 bereikbaar met lift en roltrap. Perron 11 is bereikbaar met een trap en sinds 2017 ook met een lift.
Boven de ingang van de tunnel aan de zuidzijde is bij de opening van het huidige stationsgebouw in 1984 een tegeltableau van 'de Goudse pijproker' geplaatst. Het tableau werd vervaardigd in opdracht van het keramische bedrijf Goedewaagen en is waarschijnlijk geschilderd door de Goudse kunstenaar Willem van Norden.

### Perrons

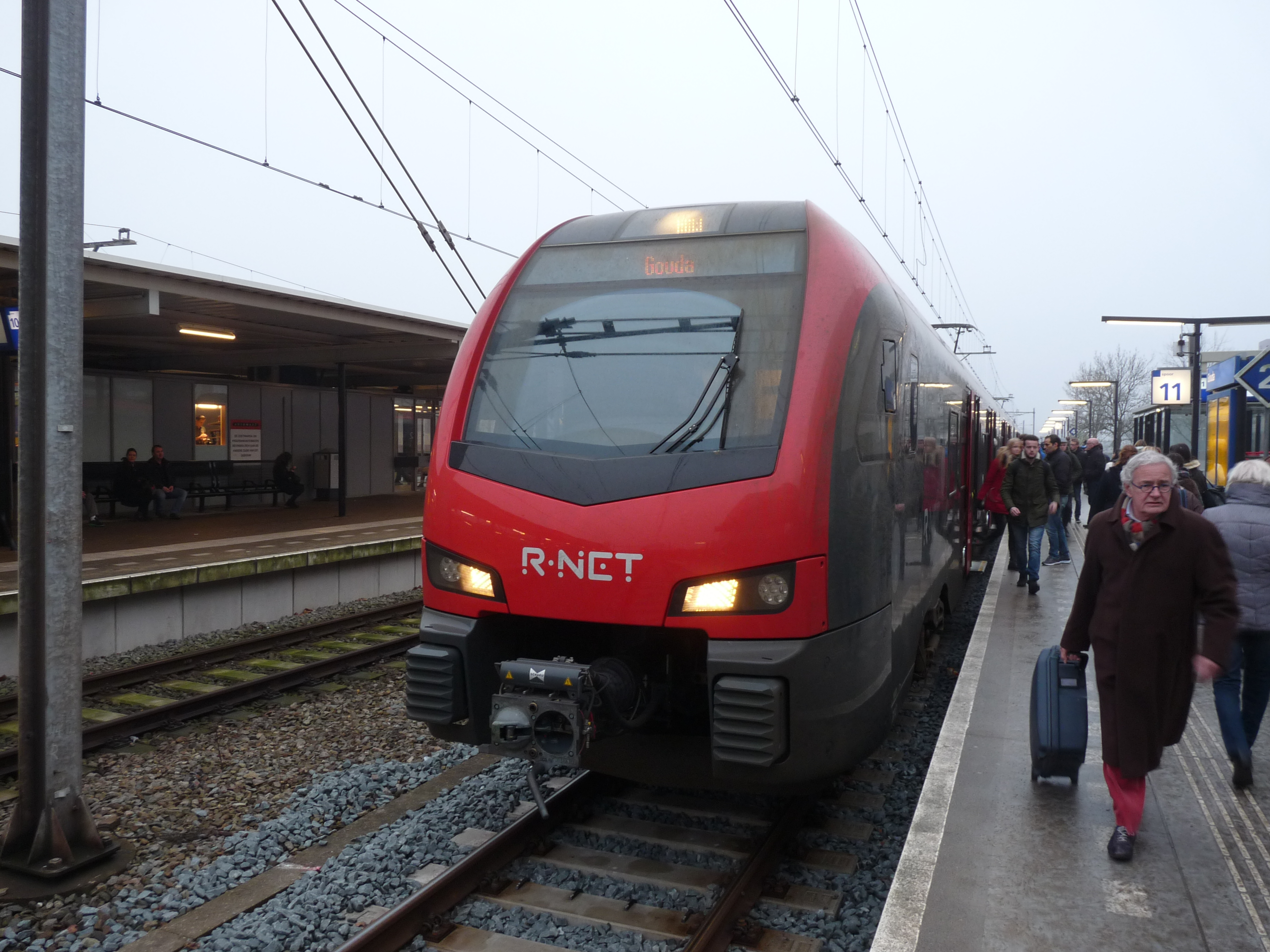
Een Stadler FLIRT in de huisstijl van R-net verzorgt de verbinding met Alphen aan de Rijn

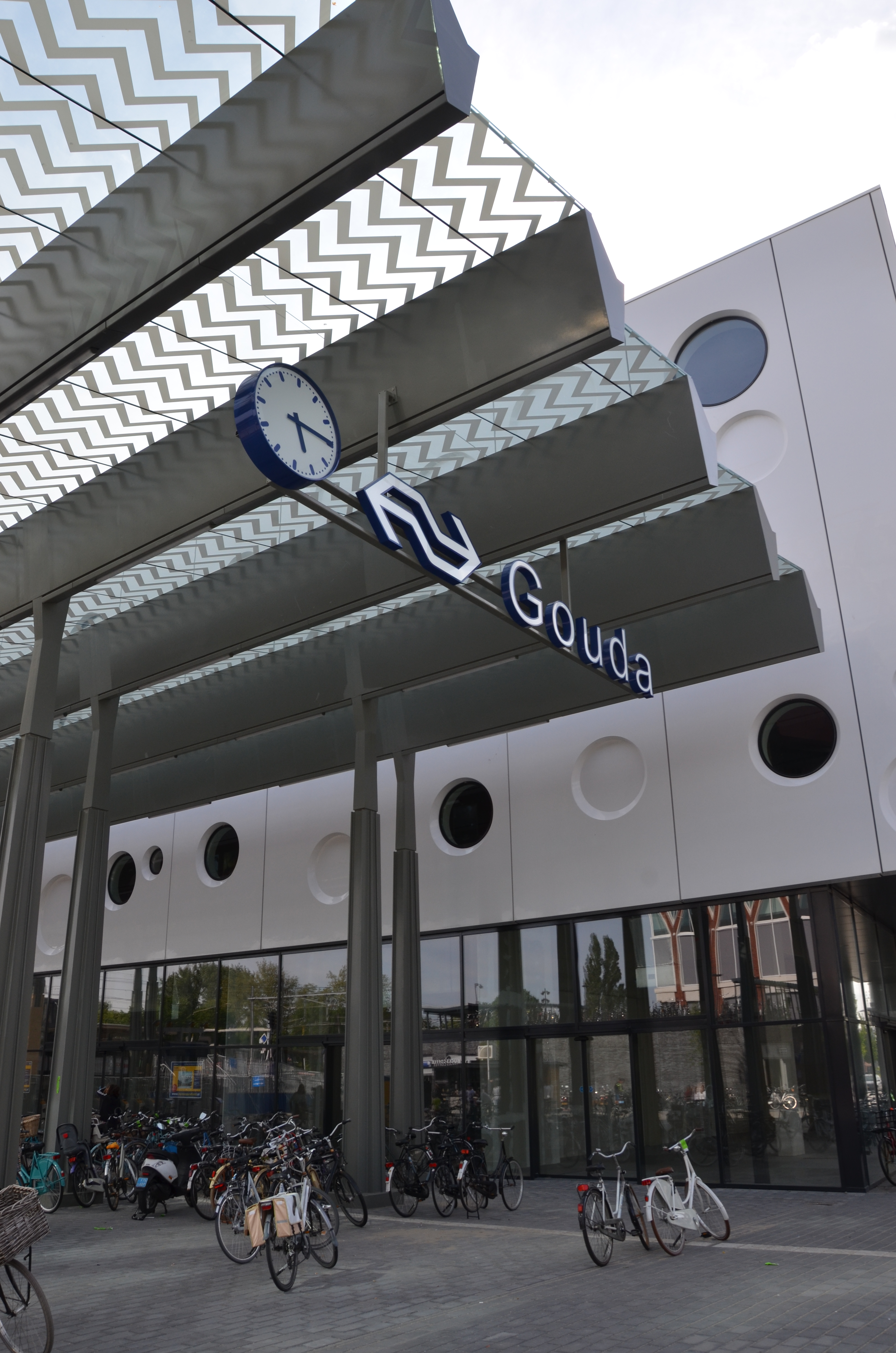
De stationsentree aan de Bloemendaalzijde, naast bioscoop Cinema Gouda

Door station Gouda lopen in totaal elf sporen. Oorspronkelijk waren zeven perronsporen, waarvan er één buiten dienst was, en waar aan de rest ook daadwerkelijk treinen konden stoppen: twee inmiddels verwijderde kopsporen en vier doorgaande sporen. Het station kent twee grote perroneilanden, tussen de sporen 3 en 5 en tussen de sporen 8 en 10. In beide perrons bevond zich aan de westelijke zijde een zakspoor, dit waren de sporen 4 en 9. Spoor 9 had een verlaagd perron, speciaal voor de lightrail op de RijnGouwelijn.
De RijnGouweLijn-lightrail, die vanaf 2003 gebruikmaakte van zakspoor 9 werd eind 2009 opgevolgd door een sprinter en sinds december 2016 uitgevoerd door een NS R-net FLIRT. Langs spoor 11 ligt een zijperron dat alleen vanaf het Burgemeester Jamesplein, aan de noordzijde van het station, bereikbaar is. Naast de sprinter naar Alphen aan den Rijn wordt dit perron gebruikt door de Stoom Stichting Nederland (SSN) wanneer er speciale pendelritten worden gemaakt tussen Gouda en het stoomdepot in Rotterdam. Sinds het einde van de RijnGouweLijn in 2009 lagen de zaksporen 4 en 9 ongebruikt. Om meer ruimte te creëren op de perroneilanden zijn sporen 9 en 4 in 2019 en 2020 verwijderd en dicht gelegd.
| Spoor | Spoortype           | Perrontype   | Voornaamste gebruik                                       |
| ----- | ------------------- | ------------ | --------------------------------------------------------- |
| 1     | Kopspoor            | Geen perron  |                                                           |
| 2     | Doorgaand spoor     | Geen perron  |                                                           |
| 3     | Doorgaand spoor     | Eilandperron | Treinen in de richting Utrecht/Amsterdam uit Rotterdam    |
| 4     | Kopspoor (zakspoor) | Kopperron    | Werd niet/nauwelijks gebruikt. Verwijderd in 2020.        |
| 5     | Doorgaand spoor     | Eilandperron | Treinen in de richting Utrecht/Amsterdam uit Den Haag     |
| 6     | Doorgaand spoor     | Geen perron  |                                                           |
| 7     | Doorgaand spoor     | Geen perron  |                                                           |
| 8     | Doorgaand spoor     | Eilandperron | Treinen in de richting Rotterdam                          |
| 9     | Kopspoor (zakspoor) | Kopperron    | Wissel geklemd, niet meer berijdbaar. Verwijderd in 2019. |
| 10    | Doorgaand spoor     | Eilandperron | Treinen in de richting Den Haag                           |
| 11    | Doorgaand spoor     | Zijperron    | Treinen in de richting Alphen aan den Rijn                |

Bron: Dienstregeling NS 14 dec 2014 - 12 dec 2015 / Herdruk ingaande 2 feb 2015: Vertrekstaat Alphen a/d Rijn & Woerden, Amsterdam, Alkmaar/Utrecht, Amersfoort, Enschede/Leeuwarden/Groningen en Vertrekstaat Rotterdam/Den Haag 

### Stationsvoorzieningen
Aan de zuidzijde van het station bevindt zich een taxistandplaats. In de stationshal aan de zuidzijde bevinden zich, een AKO-tijdschriften- en boekenwinkel, een kantoor van NS Stations Retailbedrijf, een openbaar toilet, twee snoepautomaten, een broodzaak, een geldwisselkantoor van GWK Travelex, een geldautomaat, zeven NS-kaartautomaten, een NS ticketservice en een vestiging van Döner Company.
Op beide eilandperrons bevindt zich een kiosk. 
Aan de noordzijde van het station zijn eveneens NS-kaartautomaten geplaatst. Aan deze zijde bevindt zich ook een Q-Park-parkeerplaats. Verder liggen aan beide zijden bewaakte en onbewaakte fietsenstallingen.

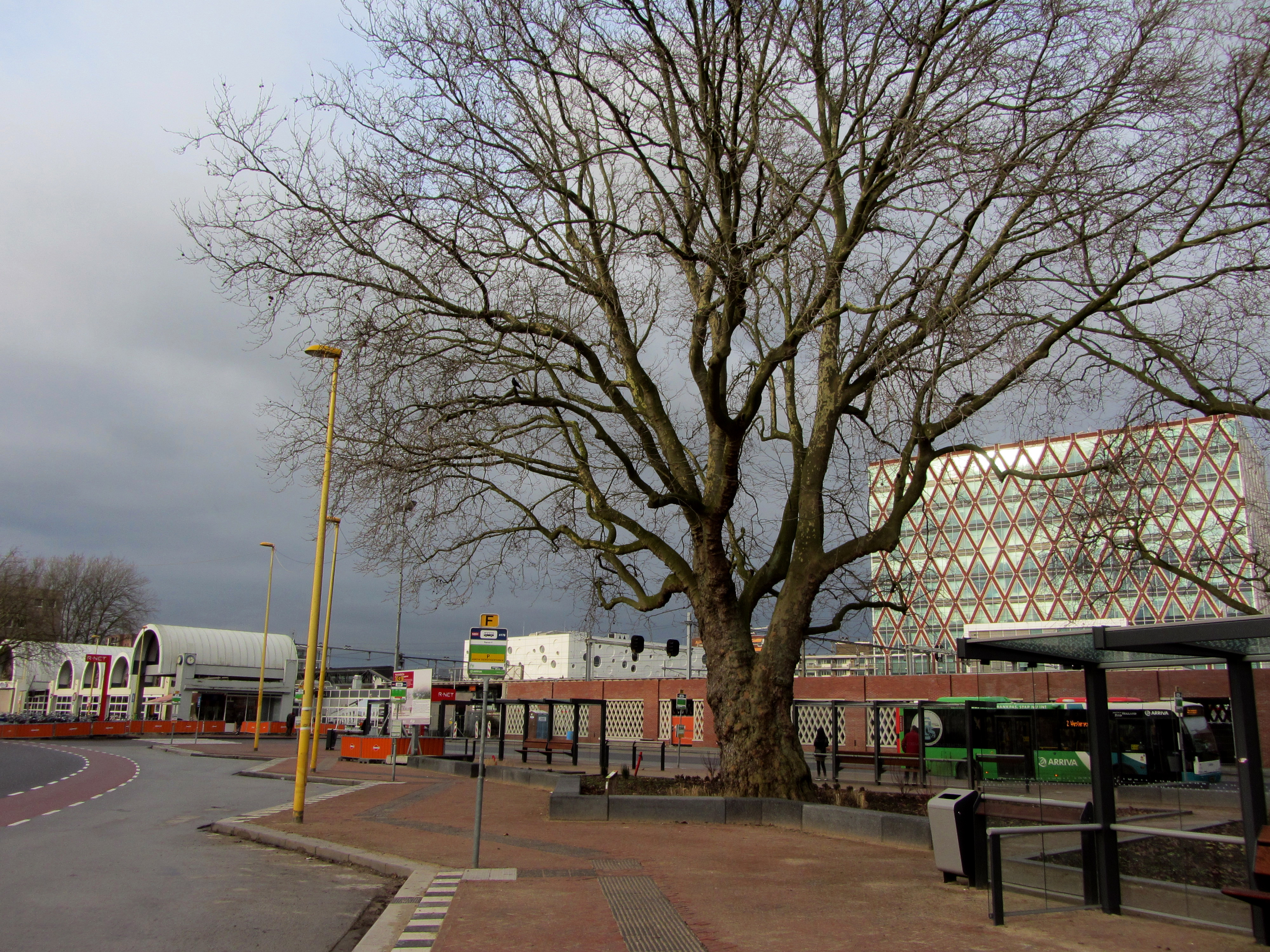
Station met uitbreiding in 2021

## Spoorzone
In het kader van het project Spoorzone in Gouda, zou onder andere het station worden uitgebreid. Er zou een extra spoor 12 worden aangelegd. Het was de bedoeling dat daarvandaan vanaf 2012 de RijnGouwelijn zou gaan vertrekken, maar dit project is door de provincie Zuid-Holland afgeblazen. Er komt ook aan de noordzijde een tweede, volwaardige stationshal, mede mogelijk gemaakt door een substantiële bijdrage door NS en ProRail. Ook het busstation wordt naar alle waarschijnlijkheid verplaatst naar de noordzijde van het station, doordat aan de zuidzijde een nieuw winkelcentrum verschijnt.
In het voorjaar van 2011 is gestart met de aanleg van liften, roltrappen en nieuwe stationskappen, om de toegankelijkheid van het station te vergroten. Dit is eind 2012 afgerond. In 2014 is aan de noordzijde een luifel gerealiseerd. In 2019 is begonnen met de vernieuwing en uitbreiding van het busstation, de fietsenstallingen en de stationshal aan de zuidzijde. Zaksporen 4 en 9 zijn in oktober 2019 verwijderd, om de perrons voor sporen 3, 5, 8 en 10 breder te maken. Hierdoor kan een groter aantal reizigers gebruik maken van de perrons. Op 8 juli 2022 werden de werkzaamheden aan de zuidzijde van het station afgerond.

## Verbindingen

### Treindiensten
Alle treindiensten die op station Gouda komen worden gereden door NS. De treinen kunnen gebruikmaken van drie spoorlijnen:
- Spoorlijn Utrecht - Rotterdam
- Spoorlijn Gouda - Den Haag
- Spoorlijn Gouda - Alphen aan den Rijn

Het station wordt in de dienstregeling 2025 door de volgende treinseries bediend:
| Serie | Treinsoort     | Route | Bijzonderheden |
| ----- | -------------- | --- | --- |
| 500   | Intercity (NS) | Den Haag Centraal – Gouda – Utrecht Centraal – Amersfoort Centraal – Zwolle – Assen – Groningen                         | |
| 600   | Intercity (NS) | Leeuwarden – Meppel – Zwolle – Amersfoort Centraal – Utrecht Centraal – Gouda – Den Haag Centraal                       | |
| 1700  | Intercity (NS) | Den Haag Centraal – Gouda – Utrecht Centraal – Amersfoort Centraal – Apeldoorn – Deventer – Almelo – Hengelo – Enschede | Rijdt na 20:00 uur tussen Enschede en Utrecht Centraal en rijdt dan vanaf Utrecht Centraal door als Intercity 2800 naar Rotterdam Centraal.                                   |
| 2000  | Intercity (NS) | Rotterdam Centraal – Gouda – Utrecht Centraal                                                                           | Rijdt tot circa 20:30. Op zaterdagochtend start deze serie op rond 10:00 en op zondagochtend rond 11:00.                                                                      |
| 2800  | Intercity (NS) | Rotterdam Centraal – Gouda – Utrecht Centraal                                                                           | s Avonds na circa 21:00, op zaterdagochtend tot circa 9:00 en op zondagochtend tot circa 11:00 rijdt deze serie vanaf Utrecht Centraal door als Intercity 1700 naar Enschede. |
| 4000  | Sprinter (NS)  | Uitgeest – Zaandam – Amsterdam Centraal – Breukelen – Woerden – Gouda – Rotterdam Centraal                              | |
| 6000  | Sprinter (NS)  | Den Haag Centraal – Gouda – Utrecht Centraal – Geldermalsen – 's-Hertogenbosch                                          | Rijdt alleen na 18:00 uur en van vrijdag t/m zondag. |
| 6800  | Sprinter (NS)  | Den Haag Centraal – Gouda – Gouda Goverwelle                                                                            | Rijdt alleen tijdens de spits van maandag t/m donderdag. |
| 6900  | Sprinter (NS)  | Den Haag Centraal – Gouda – Utrecht Centraal – Geldermalsen – Tiel                                                      | Rijdt alleen van maandag t/m donderdag tot 18:00 uur. |
| 8600  | Sprinter (NS)  | Alphen a/d Rijn – Gouda                                                                                                 | Rijdt onder de formule van R-net. Vormt een kwartierdienst met de serie 8700 (Behalve 's avonds en in het weekend).                                                           |
| 8700  | Sprinter (NS)  | Alphen a/d Rijn – Gouda                                                                                                 | Rijdt onder de formule van R-net. Rijdt niet 's avonds en in het weekend. Vormt een kwartierdienst met de serie 8600.                                                         |

#### Nachtnettreinen
Er rijdt op vrijdag- en zaterdagnacht twee nachtnettreinen, naar Rotterdam Centraal en Utrecht Centraal.
| Serie            | Treinsoort         | Route                                                                                     | Bijzonderheden                                                      |
| ---------------- | ------------------ | ----------------------------------------------------------------------------------------- | ------------------------------------------------------------------- |
| Nachttrein 17300 | Nachttrein (Qbuzz) | Dordrecht – Rotterdam Centraal – Rotterdam Alexander – Gouda – Woerden – Utrecht Centraal | Rijdt op vrijdag- en zaterdagnacht twee ritten in beide richtingen. |

### Bussen
Geldig vanaf 15 december 2024.
| Lijn       | Route | Exploitant                    | Bijzonderheden                               |
| ---------- | --- | ----------------------------- | -------------------------------------------- |
| stadsBuzz  | |                               |                                              |
| 1          | Station - De Mammoet - Plaswijck                                                                            | Qbuzz                         |                                              |
| 2          | Station - Korte Akkeren - Westergouwe                                                                       | Qbuzz                         |                                              |
| 3          | Plaswijck - Groenhoven - Groene Hart Ziekenhuis - Station - Centrum - Kort Haarlem - Oosterwei - Goverwelle | Qbuzz                         |                                              |
| streekBuzz | |                               |                                              |
| 106        | Gouda - Haastrecht - Vlist - Polsbroek - Polsbroekerdam - Benschop - IJsselstein                            | Pouw Vervoer × Syntus Utrecht |                                              |
| 107        | Gouda - Haastrecht - Oudewater - Willeskop - Montfoort - Heeswijk - Achthoven - De Meern - Utrecht Centraal | Syntus Utrecht                |                                              |
| 175        | Gouda - Waddinxveen - Zevenhuizen - Rotterdam Nesselande                                                    | Qbuzz                         |                                              |
| 178        | Gouda - Reeuwijk-Brug - Oud-Reeuwijk - Bodegraven                                                           | Qbuzz                         |                                              |
| 190        | Gouda - Moordrecht - Nieuwerkerk aan den IJssel - Capelle aan den IJssel - Rotterdam Alexander              | Qbuzz                         |                                              |
| 196        | Gouda - Gouderak - Ouderkerk aan den IJssel - Krimpen aan den IJssel - Rotterdam Capelsebrug                | Qbuzz                         |                                              |
| 275        | Gouda - Waddinxveen                                                                                         | Qbuzz                         | Spitsbus                                     |
| R-net      | |                               |                                              |
| 497        | Gouda - Stolwijk - Bergambacht - Schoonhoven                                                                | Qbuzz                         |                                              |
| buurtBuzz  | |                               |                                              |
| 726        | Reeuwijk-Brug - Sluipwijk - Gouda - Reeuwijk-Dorp - Tempel - Reeuwijk-Brug                                  | Qbuzz                         | Rijdt alleen van maandag t/m vrijdag overdag |

## Ontwikkeling aantal reizigers
Het aantal door NS vervoerde reizigers (per gemiddelde werkdag) ontwikkelde zich sedert 2019 als volgt:
| Jaar | Aantal reizigers |
| ---- | ---------------- |
| 2019 | 35.726           |
| 2020 | 16.172           |
| 2021 | 16.229           |
| 2022 | 24.562           |
| 2023 | 27.538           |
| 2024 | 28.246           |

## Afbeeldingen

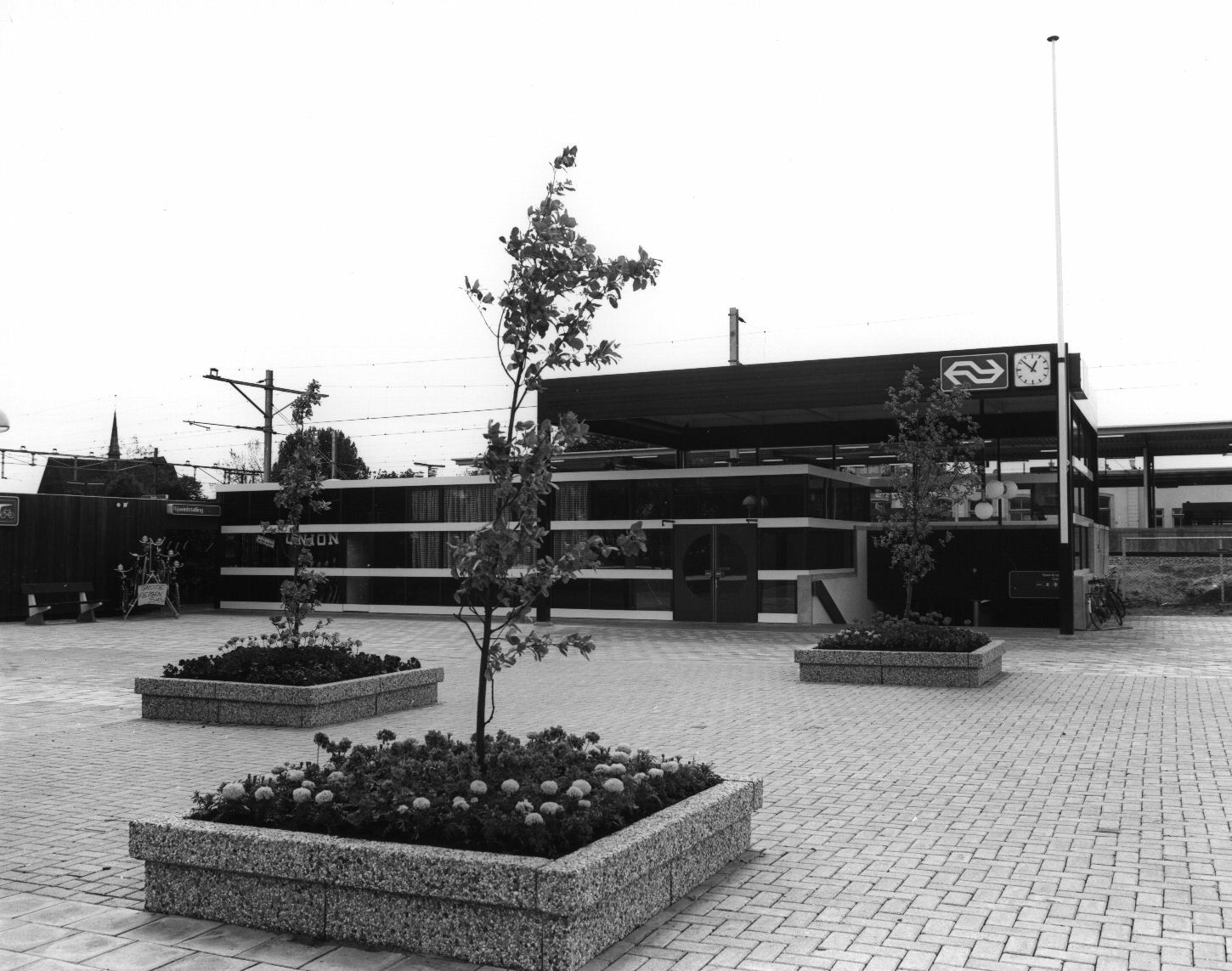
Station in 1978
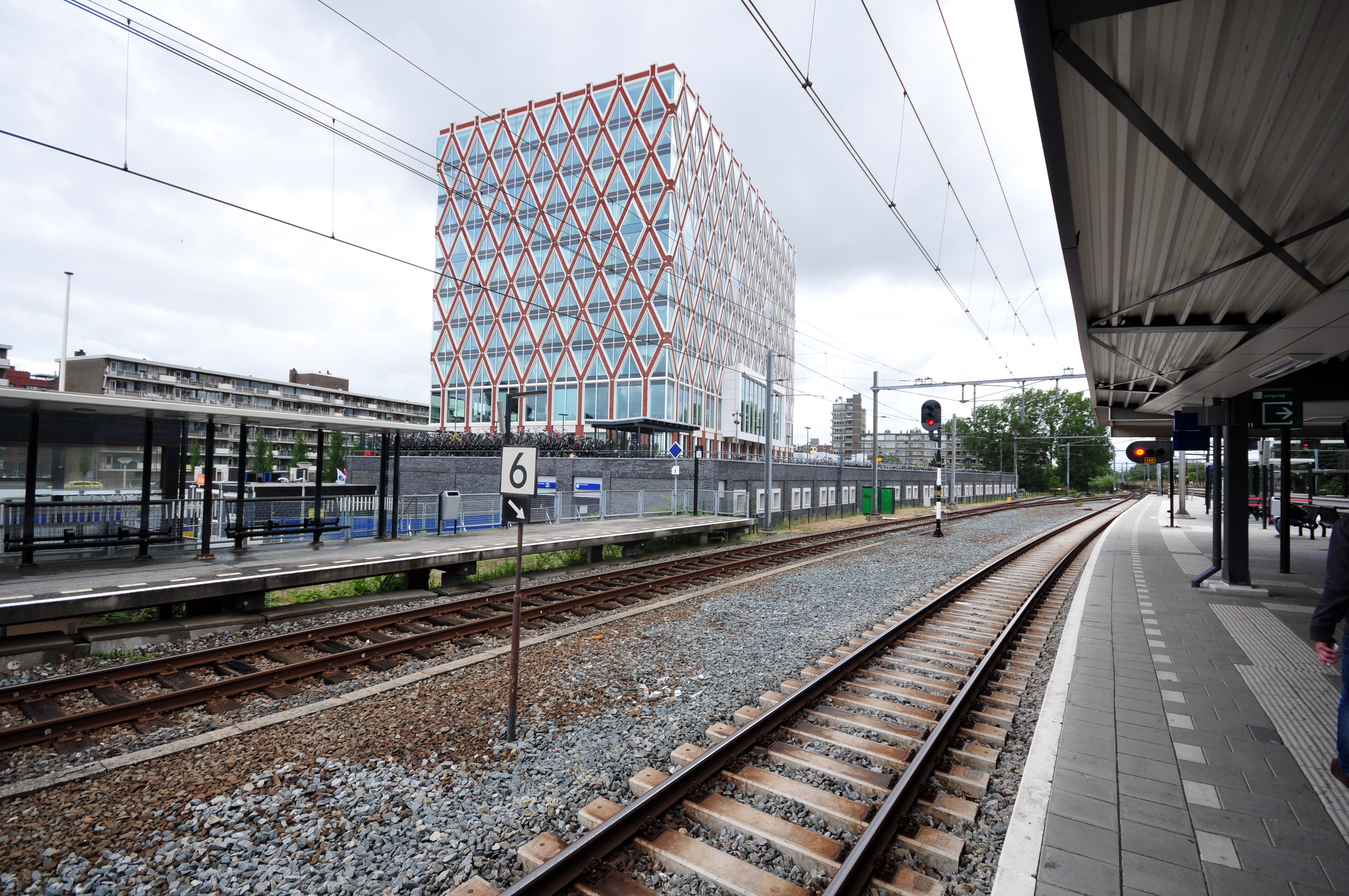
Perrons
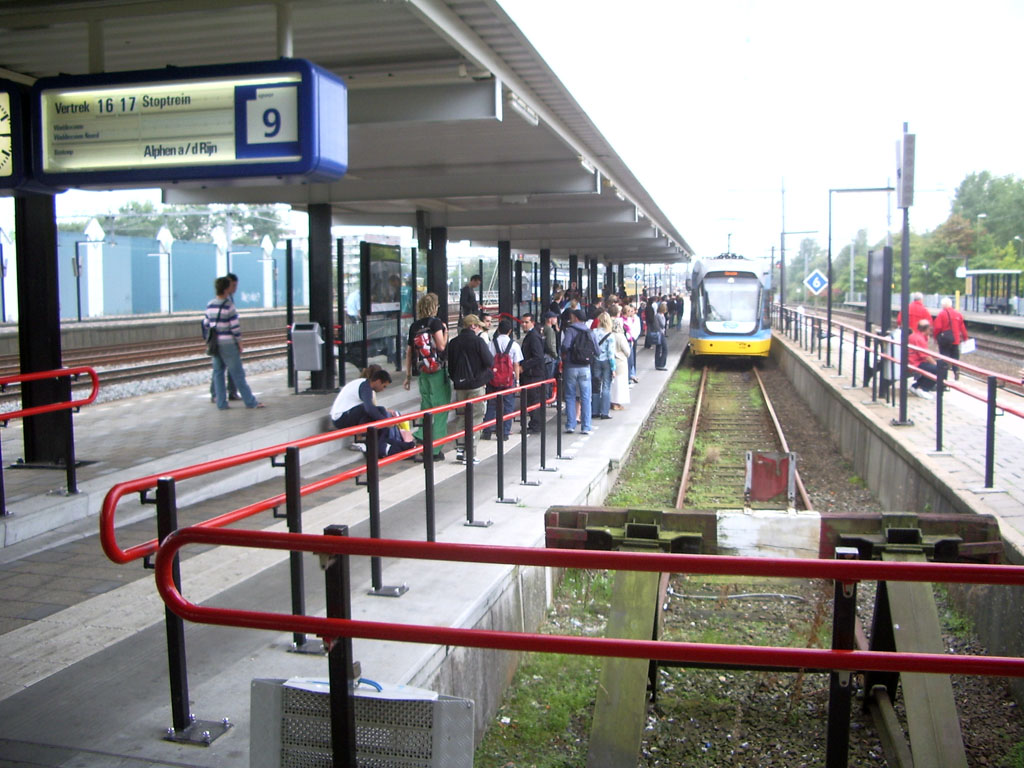
Tram van de RijnGouwelijn op het station
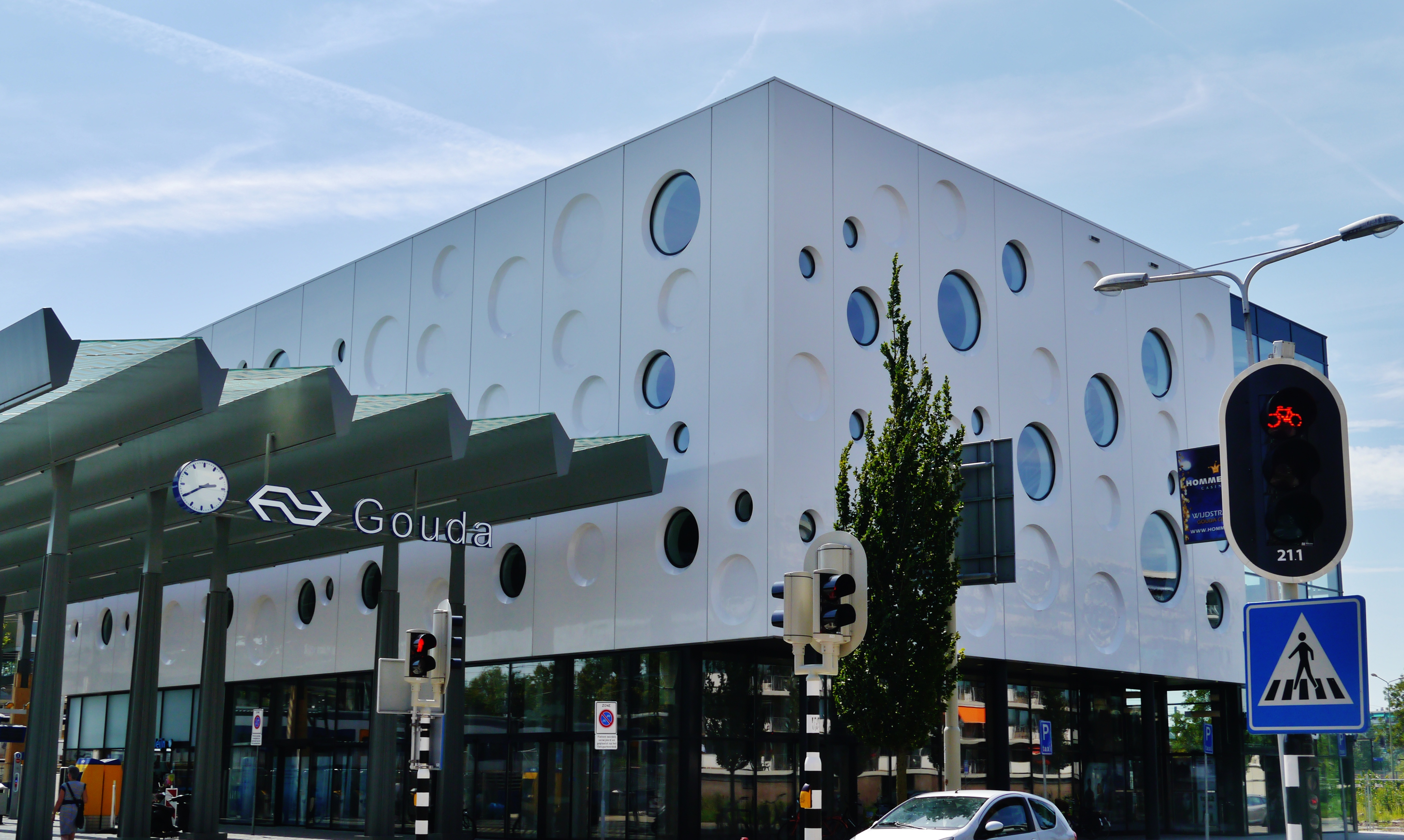
Achterzijde van het station
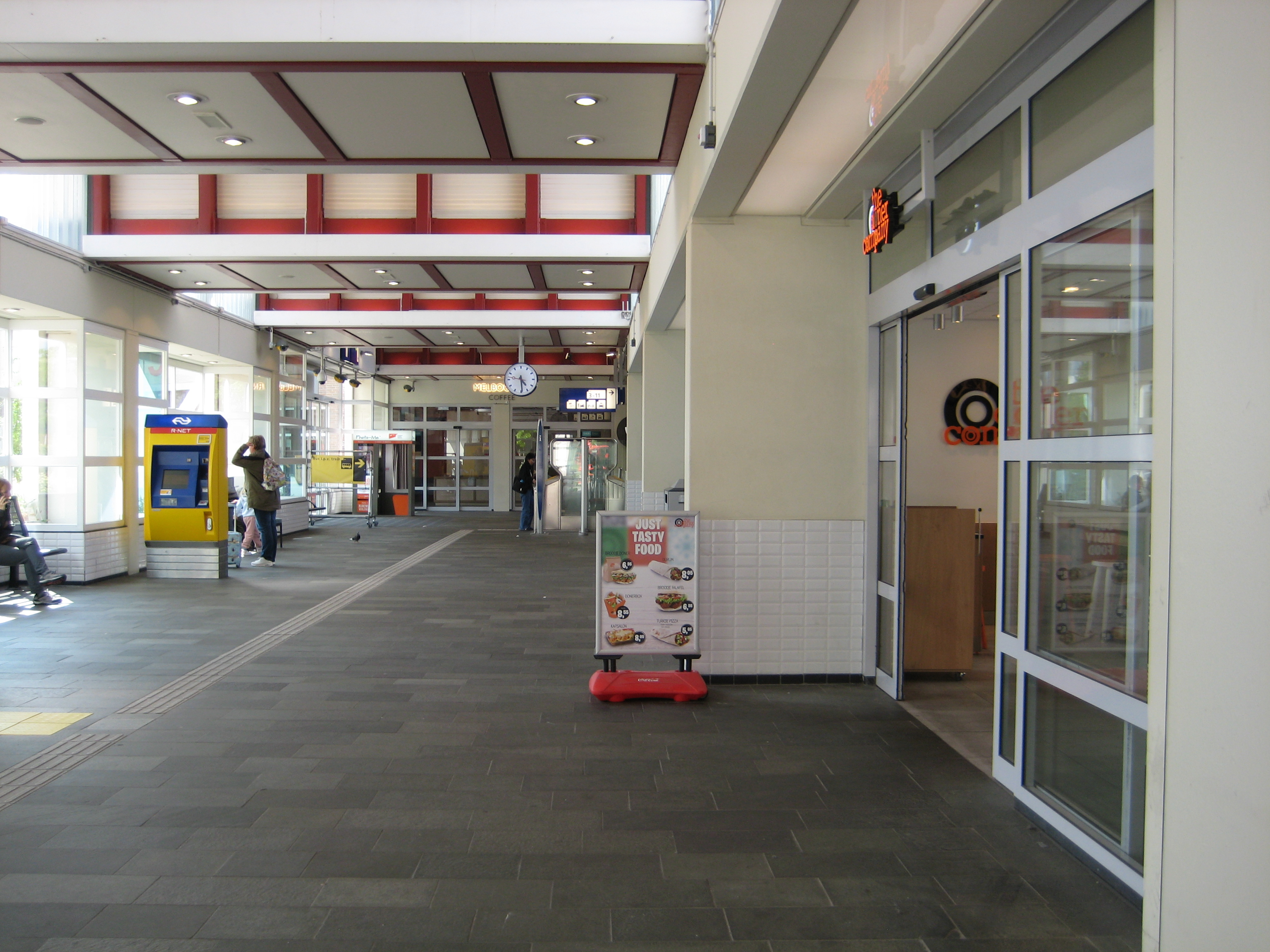
Stationshal